# 狐咺
狐咺（前4世纪？—前285年），战国后期齐国人。
狐咺是齐国国都临淄近郊的平民。前286年（周赧王二十九年、齊湣王十五年），齊湣王灭掉宋国后十分骄傲，计划向南侵入楚国，向西攻打赵国、魏国、韩国，还想吞并东周国、西周国二周，自立为天子。前285年（周赧王三十年、齊湣王十六年），狐咺义正辞严地劝谏齊湣王，被斩首于檀台大路上。齊湣王失去了百姓的民心。